# Carneiradas
Carneiradas é o nome que passou, para a História do Brasil, as tentativas de levantes restauradores ocorridos na então província de Pernambuco, após a abdicação de D. Pedro I, durante o período regencial.

## Levantes
Chefiados pelos irmãos Antônio e Francisco Carneiro Machado Rios (de onde o nome do episódio), que prometiam programas e reformas liberais, pretendiam partir de Goiana tomar o Recife.
Os movimentos não encontraram respaldo político ou popular, e foram debelados sem maiores repercussões. Os levantes ocorreram em 16 de janeiro de 1834, 21 de janeiro de 1835 (no Recife) e no dia seguinte em Boa Vista, e o último a 17 de março desse mesmo ano, também na capital pernambucana.